# 남구 갑 (울산)
울산 남구 갑은 대한민국의 국회의원 선거구이다. 울산광역시 남구 일부를 관할한다. 현 지역구 국회의원은 더불어민주당 김상욱이다.

## 역사
2004년 대한민국 제17대 국회의원 선거를 앞두고 남구 선거구가 갑, 을로 분구되면서 신설되었다. 신설 당시 신정동, 무거동, 옥동이 남구 갑으로, 나머지 지역은 남구 을로 편입되었다.

## 관할 구역
| 대수        | 관할 구역                                                                |
| ----------- | ------------------------------------------------------------------------ |
| 17대        | 남구 신정1동, 신정2동, 신정3동, 신정4동, 신정5동, 무거1동, 무거2동, 옥동 |
| 18대 ~ 현재 | 남구 신정1동, 신정2동, 신정3동, 신정4동, 신정5동, 삼호동, 무거동, 옥동   |

## 역대 국회의원
| 선거   | 정당 | 정당       | 의원   |
| ------ | ---- | ---------- | ------ |
| 2004년 |      | 한나라당   | 최병국 |
| 2008년 |      | 한나라당   | 최병국 |
| 2012년 |      | 새누리당   | 이채익 |
| 2016년 |      | 새누리당   | 이채익 |
| 2020년 |      | 미래통합당 | 이채익 |
| 2024년 |      | 국민의힘   | 김상욱 |

## 역대 선거 결과

### 대한민국 제17대 국회의원 선거
|  | 48.83% |

|  | 33.09% |

|  | 15.07% |

|  | 2.99% |

### 대한민국 제18대 국회의원 선거
|  | 60.84% |

|  | 36.77% |

|  | 2.38% |

### 대한민국 제19대 국회의원 선거
|  | 52.54% |

|  | 36.04% |

|  | 11.40% |

### 대한민국 제20대 국회의원 선거
|  | 42.19% |

|  | 39.81% |

|  | 17.99% |

### 대한민국 제21대 국회의원 선거
|  | 53.40% |

|  | 43.27% |

|  | 2.23% |

|  | 1.07% |

### 대한민국 제22대 국회의원 선거
|  | 53.86% |

|  | 42.69% |

|  | 3.09% |

|  | 0.34% |